# Slavko Šurdonja
Slavko Šurdonja (1er octobre 1912 à Sušak - 8 janvier 1943 à Belgrade) était un footballeur yougoslave. Il évoluait au poste d'attaquant.

## Carrière
- 1931-1932 : Građanski Zagreb
- 1932-1940 : OFK Belgrade
- 1940-1941 : BASK Beograd

## Sélections
- 1 sélection et 0 but avec la  Yougoslavie en 1933.